# 加山雄三
加山 雄三（かやま ゆうぞう、1937年〈昭和12年〉4月11日 - ）は、日本の歌手、俳優、タレント、ギタリスト、ピアニスト、ウクレレ演奏者、画家。本名、池端 直亮（いけはた なおあき）。ニックネームは、若大将。作曲家として、弾 厚作（だん こうさく）のペンネームを用いる。
神奈川県横浜市生まれ、茅ヶ崎市出身。公益財団法人日本セーリング連盟応援団長、文化功労者。勲等は旭日小綬章。

## 来歴

### 生い立ち
父は俳優の上原謙（池端清亮）、母は女優の小桜葉子（池端具子）。妹は池端亮子。母方の高祖父は明治の元勲・岩倉具視である。
神奈川県横浜市神奈川区幸ケ谷の家に生後8か月まで、次の東京都大田区田園調布には1歳9か月までいた。幼少期に大腸カタルを患い病弱だったため、子煩悩な父・上原謙は息子のために、自然環境の良い神奈川県茅ヶ崎市へ引っ越した。加山が覚えているのは、この茅ヶ崎の家からである。海と茅ケ崎駅の中間辺りにあって、平屋の日本家屋だった。お手伝いさんは必ず2人はいた。茅ヶ崎市の実家には31歳で結婚するまで過ごした。
茅ヶ崎市立茅ヶ崎小学校、茅ヶ崎市立第一中学校を卒業。高校受験の季節になり、志望校として都立日比谷高、早稲田実業、慶應義塾高三校の学校見学に行き、プールが日吉 (横浜市)と三田 (東京都港区)に二つあること、なんとなく伸び伸びした校風が自らに合っていることを理由に慶應義塾高校のみを受験することにした。受験校を決めてからの半年間は、英語・数学・国語の主要3科目にそれぞれ家庭教師を付けていたことに加え、例えば一日に英単語200個を暗唱したように猛勉強し、合格をつかみ取った。慶應義塾高時代にはボクシングやバンドなどを始め、また冬になると海から山に興味関心が湧き移りスキーを始めた。後の慶應大学時代の1959年には、スキーで念願の国体蔵王大会に出場した。

### 芸能人として

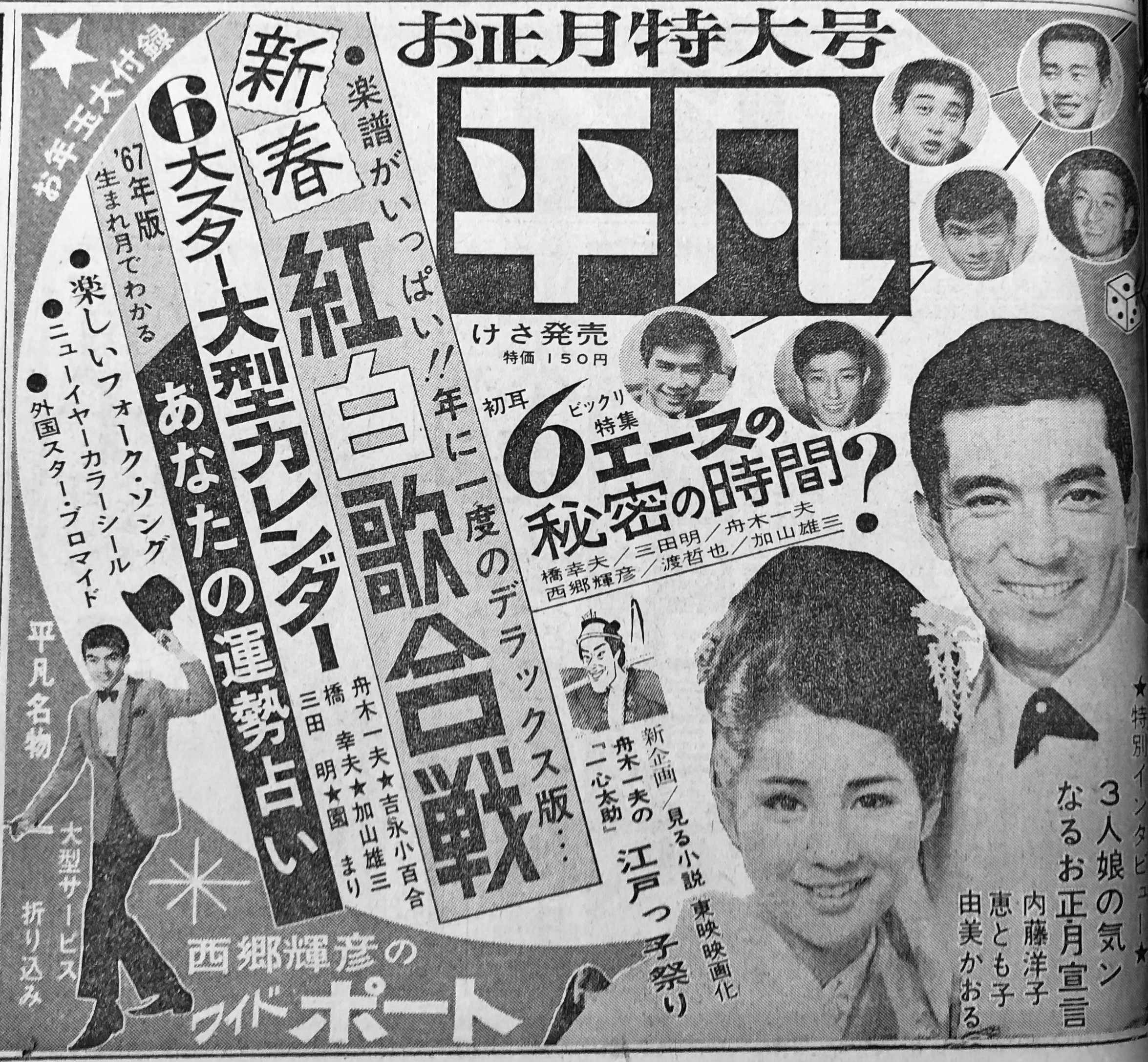
『平凡』1967年新春特大号の新聞広告

慶應義塾大学法学部政治学科卒業後の1960年春に東宝へ入社。同年『男対男』で映画デビュー、『独立愚連隊西へ』で初主演。当時、東宝本社と同じく有楽町にあった渡辺プロダクションにも一時期在籍した。
1961年、『夜の太陽』で歌手デビュー。『NHK紅白歌合戦』（NHK総合・ラジオ第1）出場17回（詳細はNHK紅白歌合戦出場歴を参照）。代表曲多数。後のフォークソングやニューミュージック全盛時代に先立つ、日本におけるシンガーソングライターの草分け的存在であり、また日本で初めて多重録音を手がけた歌手でもある。
ソングライターとしてのペンネームは、加山が尊敬している團伊玖磨と山田耕筰を足して2で割った弾厚作（だんこうさく/ドン・コサック）であり、同名義で作曲（稀に作詞もある）している。
『日刊スポーツ』1964年6月10日付に「波乗り日本第一号 加山雄三 サーフボード作る」と載る。
1965年12月に映画『エレキの若大将』主題歌として発売された『君といつまでも』はレコード販売350万枚の大ヒットになり、1966年の第8回日本レコード大賞の大本命とされていたが、結局大賞は同曲に比べ売上面で劣る橋幸夫の『霧氷』が受賞することとなり、「君といつまでも」は特別賞に留まる。
俳優としてはそれまでの宝田明に代わって東宝の若手看板スターとして大活躍、娯楽映画の「若大将シリーズ」が大ヒットし代表作となるが、一方で黒澤明、成瀬巳喜男、岡本喜八といった名匠の作品にも多く出演している。ブロマイドは女学生を中心に爆発的な売れ行きを記録した。
1964年、加山雄三は従弟の喜多嶋瑛、喜多嶋修の兄弟と、大矢茂の4人で、第二期ザ・ランチャーズを再結成した。
1965年7月 - 8月にかけて、ザ・ベンチャーズとTV番組で共演し、永年にわたる彼らとの交友関係のきっかけとなった。ザ・ベンチャーズが使用したmosrite（モズライト）のギターは、全ての日本公演終了後に、経緯は不明ながら加山雄三に渡り、映画『エレキの若大将』で使用された。
1966年、高校生であった喜多嶋修と大矢茂に芸能活動の制限が掛かり、サポートメンバーとしてサイド：堤光生、ベース：岩崎道夫が参加、映画「歌う若大将」に映像として残っている。同年3月には、来日中のザ・ベンチャーズより直接ギター演奏の指導を受ける機会があり、その時の模様は堤光生によって録音されていた。
1965年、神奈川県茅ヶ崎市にパシフィックホテル茅ヶ崎を開業。1967年、運営会社の日本観興開発（後に株式会社パシフィック・ジャパンに改称）取締役に就任。しかし、パシフィック・ジャパンは1970年3月に23億円の負債を抱え倒産。ホテルは18億円で売却され、監査役だった加山は、父の上原と共に巨額の債務を抱えた。加えて、女優松本めぐみとの結婚が世間を騒がせ、1969年の『フレッシュマン若大将』以降低迷した同シリーズが1971年に終了、映画出演の減少もあいまって、かつてない不遇の時代を迎える。ナイトクラブ、キャバレー回りをするも、ギャラはほぼ全額借金の返済に充てられ質素な生活へと追い込まれるが、10年で完済した。
その後、活動の主軸をテレビに移し、『みごろ!たべごろ!笑いごろ!』（NET→テレビ朝日系）を始めとするバラエティ番組、『江戸の旋風』『大追跡』『ぼくの妹に』などのテレビドラマやドラマの挿入歌『ぼくの妹に』のヒットで徐々に息を吹き返す。加えて「理想の父親」と呼ばれるほど世間からの好感が高く、ヤマザキナビスコのクラッカー「プレミアム」で家族全員でCM出演をする程、「理想の家族」としても認知度が高い。1990年前後の時点では本業は俳優であると述べていたが、21世紀に入ってからは俳優活動は殆ど行なっておらず、歌手としての活動がメインになっている。
1974年1月5日、北海道のルスツスキー場で雪上車が突然滑り出す事故に巻き込まれ左肩を骨折。
1986年 - 1988年に『NHK紅白歌合戦』で白組司会（1986年は「キャプテン」名義）を3年連続で務めた。1986年の『第37回NHK紅白歌合戦』では、白組トップバッターを務めた少年隊の『仮面舞踏会』曲名を誤って「仮面ライダー」と紹介した。
1991年12月28日、新潟県南魚沼郡湯沢町に加山キャプテンコーストスキー場を開業。2010年 - 2011年シーズンまで営業したが、2011年に発生した東北地方太平洋沖地震（東日本大震災）の影響や若者のスキー離れなどによる経営資金調達困難などが影響し、2011年7月に閉鎖を決めた。
1993年にアメリカ合衆国のMosriteよりマリンブルーと「若大将シリーズ」でおなじみだった白の2色にファズを搭載した加山雄三モデルギターが発売された。
1994年、ザ・ワイルドワンズの島英二に声をかけられて、仲間内で久しぶりにエレキギターを弾いてザ・ベンチャーズごっこをやっていたところ、事務所の社長の鶴の一声がきっかけで「加山雄三&ハイパーランチャーズ」を結成。
1997年4月23日、加山の60歳の誕生日を記念したCD2枚組のトリビュート・アルバム『60 CANDLES』がファンハウスから発売。木崎徹のプロデュース下、レコード会社の垣根を越えた様々なアーティストが参加した。

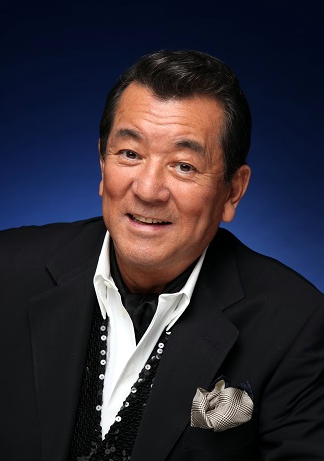
2021年11月4日

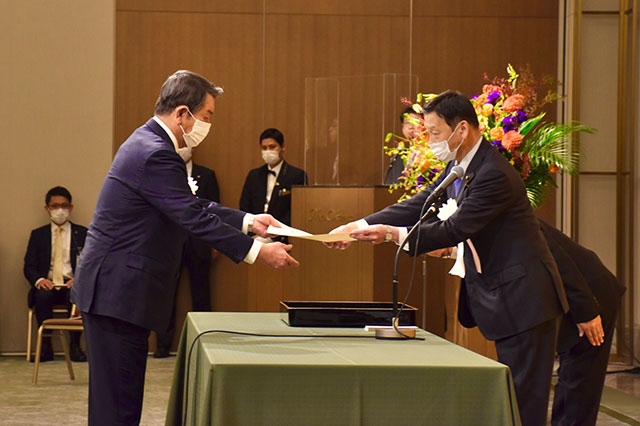
2021年11月4日、文化功労者顕彰式にて文部科学大臣末松信介（手前右）と

2000年、Mosrite社よりパールブルーの加山雄三・芸能生活40周年記念モデルギターがハイパーランチャーズの「ハイパー」に語呂を合わせた818,000円で限定40本で発売され、即完売した。このモデルは前回のモデルと同様にファズが搭載されており、ヘッドがイニシャルの「K」にカットされ、指板にはLEDが組み込まれ、スイッチで光るようになっている。なお、アウトプット・ジャックは本体裏にあるなど、オリジナリティ溢れる製品になっている。
2005年4月10日には新高輪プリンスホテルにて「芸能生活45周年を祝う会」という盛大なパーティが開かれた。関連してヤマハより芸能生活45周年記念モデルギター「SG3KY」が限定45本で発売され、アメリカ合衆国ハワイ州のセニーザ社（CENIZA）より、加山雄三・芸能生活45周年記念モデルのウクレレが、限定45本で発売された。
2006年3月3日・4日、東京文化会館の45周年と加山雄三の芸能生活45周年を祝うガラ・コンサート（祝典）が大ホールで行われた。同ホールは、クラシック音楽の殿堂かつオペラの聖地として名高く、ポピュラー音楽が鳴ることはかつて無かったが、ポップス・シンガーとして初めてステージに上ったのが加山である。「加山雄三With大友直人 シンフォニック・ガラ・コンサート」で、千住明をはじめとする5人の編曲家によって加山サウンドをクラシックに蘇らせた。プロデューサーで構成・演出をしたのは　加山雄三の還暦祝いに日本初のトリビュート・アルバム『60 CANDLES』を1997年にプロデュースした木崎徹。彼は東京文化会館の音楽監督である大友直人の古くからの友人であったために革命的なコンサートが実現した。この模様はDVDになりリリースされている。
2006年8月26日、加山と同じく湘南（茅ヶ崎などの広域地名）というイメージや、茅ヶ崎出身の有名人として名の挙がるサザンオールスターズの桑田佳祐の呼びかけにより、「THE 夢人島 Fes.2006」に参加。桑田がバックバンドを務めた。また、茅ヶ崎ライブでの友情出演VTRにて、「茅ヶ崎ブラザーズの兄として…」と桑田との関係をお茶目に語っている。
2007年4月29日、茅ケ崎駅北口のペデストリアンデッキに加山雄三の手形モニュメント（加山本人の手形および「海・その愛」という直筆の言葉が彫られたレリーフ）が設置され、服部信明茅ヶ崎市長を始め、茅ヶ崎市関係者および市民が参列し、除幕式が盛大に執り行われた。
2010年5月19日、神奈川県茅ヶ崎市が加山雄三芸能生活50周年を祝い、加山に茅ヶ崎市民栄誉賞を贈呈することを発表した。
2011年、第61回芸術選奨文部科学大臣賞大衆芸能部門を受賞。
2013年に宮城県仙台市で行われた野外ロックフェス「ARABAKI ROCK ROCK FEST.2013」に出演したことをきっかけに、2014年にロックバンド「THE King ALL STARS」を結成した。メンバーは加山の他に、キヨサク（上江洌清作）（MONGOL800）、佐藤タイジ（シアターブルック）、名越由貴夫（Co/SS/gZ）、古市コータロー（THE COLLECTORS）、ウエノコウジ（the HIATUS）、武藤昭平（勝手にしやがれ）、高野勲、山本健太、タブゾンビ（SOIL&"PIMP"SESSIONS）、スチャダラパー。
2014年7月 - 8月、77歳を記念しての大型イベント「若大将EXPO 〜夢に向かって いま〜」が東京で開催。若大将シリーズ等の映画上映やテレビ番組『若大将のゆうゆう散歩』で描いた絵画の展示イベント「心に残る1枚の風景画展」等が行われたほか、最終日となった8月23日には日本武道館にてコンサートが行われた。
2014年9月27日より、加山自身の最後の全国コンサートツアーとして、全国47都道府県53か所にて「若大将EXPO 〜夢に向かって いま〜」を開催。2015年7月25日、東京のNHKホールで最終公演を迎え、加山は「歌をやめるわけじゃない。歌は生涯の親友。死ぬまで歌うけど、コンサートツアーには節目をつける」として、全国ツアーからは身を引くことを明らかにした。主な理由として「ほかのことをやりたいから。一つの夢として80歳になるまでに設計している船を完成させたい」とし、かねてから公言している、自身の設計した災害救助船となるエコシップの建造を本格的に進めることも明かしている。
2014年秋の叙勲で旭日小綬章を受章。現在は神棚に保管されている。また、同時期に同郷で親交のある桑田佳祐も紫綬褒章を受章しており、お互いの栄誉を褒め合ったという。
2017年4月11日、桑田佳祐・原由子夫妻と山下達郎・竹内まりや夫妻が発起人になりブルーノート東京を貸し切り80歳の誕生日会が実施される。桑田夫妻・山下夫妻の他にも星野源と水谷千重子(友近)が参加した。
2017年6月、第8回岩谷時子賞を受賞。
2019年11月12日、軽い脳梗塞を発症したため同月のコンサートを延期することを発表。19日、後遺症なく退院した。
2020年8月29日、水を飲んだ際の誤嚥から嘔吐し、自宅から病院に救急搬送されて入院。咳き込んだことが原因で軽度の小脳出血を起こしていたことを9月2日に公表。当面の治療専念を明らかにした。11月9日、退院。
2021年3月25日、この日放送のフジテレビ系のワイドショー『とくダネ！』で、総合司会の小倉智昭によるインタビューが放送され、久々のメディア出演となった。左半身の軽度の麻痺、軽度の言語障害があることを明したものの、「回復は70％」と明瞭に答え、自力でしっかり歩行している。また、このインタビューで、既に新曲のレコーディングを終えていることも明かしている。これは自宅倉庫で偶然に発見されたテープに収録された自作による未発表曲『紅いバラの花』で、84歳の誕生日である2021年4月11日に自身初のデジタルシングルとして配信リリース。
2022年6月19日、年内でコンサート活動から引退することを発表した。最終公演は、豪華客船「飛鳥II」でのクルージングコンサート（同年12月6 - 8日と8 - 10日）。同月8日には、NHKが同年大晦日の第73回NHK紅白歌合戦への出場を発表し、コンサート以外でも人前で歌うのはこれが最後となった。
2023年9月1日、茅ヶ崎市の佐藤光市長より、『加山雄三氏を名誉市民に推薦する提案』が市議会本会議に提出され、全会一致の議決によりこれが決定された。なお茅ヶ崎市の名誉市民は5人目となる。翌2024年4月11日の誕生日に合わせ、市役所前広場での銅像除幕式と名誉市民章の授与が行われた。同月に著書『俺は100歳まで生きると決めた』（新潮新書）も出された。

## 人物・逸話

### 船に憧れた学生時代
- 小学校時代の家庭教師は東京商船大学（現・東京海洋大学）の学生で、船の設計図などを見せて貰ったりしているうちに船への情熱が沸き始めるようになった。
- 14歳でカヌーを造って以来、大小10隻以上の船も設計しており、「光進丸」という自ら設計した全長30メートルを超える船を所有している。さらに自ら『光進丸』という曲も作る程で、その愛着ぶりがうかがえる。加山は、小型船舶免許や5級海技士免許を所持しており、『海の若大将』では、初代「光進丸」が劇中に登場する。
- 慶應義塾高校時代には造船技師か船乗りも頭の中にあり商船大学への進学も考えたが、「せっかく慶応に進学したのだから、もったいない」と周囲に言われそのまま慶應大学に進学した。
- 大学の就職活動の時期になると、アサヒビールや三菱商事などの就職資料を取り寄せた際、バンド仲間の親友峰岸慎一（後の文化放送会長）の勧めで芸能一家、上原謙という暖簾を使えと言われても意に介さなかったが、映画で一旗揚げて船の資金を調達すればいいという言葉にグラリときて、会社員として映画界に就職する感覚で東宝へ入社した[34]。
- 1960年4月に東宝へ入社してからの数年間は国鉄（当時）茅ケ崎駅より砧撮影所の最寄り駅である小田急電鉄成城学園前駅まで電車通勤し、母の考案で土方が持つような巨大な弁当箱を持参していたことから「ドカ弁（土方の弁当の略）」と呼ばれていた[35]。

### 役者エピソード
- 映画『椿三十郎』で若侍役の加山と田中邦衛が、三十郎役の三船敏郎の叱責を受けて殴られる場面があるが、実は撮影直前に二人はうどんを食べに無断で現場を抜け出しており、それを知って憤慨した三船が二人を本気で殴っている場面でもある。そのせいか、周囲の侍役の役者達が三船の剣幕に慄く様が見て取れる。
- 前述の通り、船が大好きな加山だったが、船舶免許の試験日と映画『赤ひげ』の撮影日が重なってしまったことがある。初代「光進丸」の完成もあり、どうしても諦め切れなかった加山は、自分だけでは許してもらえないと思い悩んだ末に事前に主役の三船敏郎に根回しをして監督の黒澤明に「三船と船舶免許を取りに行くため撮影を休みたい」と申し出た、その甲斐あって黒澤から許可をもらい、そして2人とも見事に一発合格した。
- 映画『エレキの若大将』劇中で、『君といつまでも』を歌うシーンについて、あまりに現実離れしたあり得ない展開[注釈 3]であることを加山が指摘した。しかし「映画なんだからいいんだ」とスタッフに押し切られ、結局は加山が折れることで撮影が続行された。この経緯から、加山は歌詞の内容とミスマッチな仏頂面で歌っている。

### 趣味・特技など
- 大のビデオゲーム好きであり、時間さえあればゲームに熱中している（後述）。
- 鉄道マニアでもあり、専門誌『鉄道ファン』にインタビュー記事が掲載されたこともある。
- UFOに高い関心を示すことがあり、知識も豊富とされる。
- 英語は、日常会話には全く不自由しないほどのレベルである。初期の楽曲作品では英語詞のものも何曲か含まれている。また米国永住権（グリーンカード）保持者でもある。
- 絵画（油絵）の腕前は玄人はだしで、画集を出版しているほか、個展も開いている。芸能人の画も描いており、その人にプレゼントをしたこともある[36]。
- 料理の腕も一流で周囲に手製料理でもてなすこともある。1980年代には、日本テレビ系料理番組『ごちそうさま』の常連ゲストとして、多数出演し腕を振るった。しかし、ある出演回では「海の料理を作る」とのテーマだったにも関わらず「トマトライス」なる海と関連の薄い一品を作り、次の出演機会でも「ニンニクライス」なる一品を披露した。食材としては海に無関係であったが「光進丸でよくこれを作るんです」と海との繋がりを説明した。
- 運動神経抜群でスポーツ万能だが、野球を不得意とし、そのため『若大将シリーズ』でも野球をする場面はなかったという。
- 大学在学中に、スキーで国民体育大会に出場したことがある。雪山を舞台にした映画『大学の山賊たち』（1960年）に出演したミッキー・カーチスによれば、俳優デビュー前の加山が同作品にてスキーのコーチを務めていたという[37]。またスキューバダイビングなどのマリンスポーツも楽しむ。
- サーフィンを日本で初めてやり、日刊スポーツ新聞（1964年6月10日）に「波乗り日本第1号 加山雄三 サーフ・ボード作る」と記事になった[38]。
- 綾小路きみまろの漫談や、桂文枝の創作落語も良く聴いている[39]。
- 好きな歴史上の人物としてアインシュタインを挙げ、科学的なことに加えて、彼がヴァイオリン奏者であったこと、彼がベートーヴェンよりもモーツァルトの方を好んだことに親近感を覚えると言う[40]。
- ジブリ映画の大ファンで「あんなに優れた映画は（他に）ない」と言う[40]。

### 人間関係
- 1966年6月、ビートルズが来日した際に東京ヒルトンに宿泊していた4人を訪ねて、すき焼きで会食した[41]。初対面の際には、ジョン・レノンに後ろから目隠しされた。後にジョン・レノンとは遠戚であることが判明した。
- 1960年の秋、雑誌の取材で一緒になったことがきっかけで赤木圭一郎と親しくなり、所属した映画会社こそ東宝と日活で異なっていたものの、同年代で同じ湘南育ちということもあって急速に親交を深めて行き、その友情は翌1961年2月、赤木が事故で急逝するまで続いた。加山は赤木とのエピソードを『湘南讃歌』『若大将の履歴書』などの自著の中で綴っているほか、赤木をイメージして「夕映えのスクリーン」という楽曲を作曲し、1997年、アルバム『LIFE』の1曲として発表している（山川啓介による歌詞も、加山と赤木の友情をモチーフとしている）。
- かつて付き人を務めていたのは『太陽戦隊サンバルカン』の初代バルイーグル/大鷲龍介役で知られる歌手の川崎龍介。
- テレビ朝日『徹子の部屋』の常連ゲストで、放送開始年の1976年から出演し、2023年9月12日の放送で53回の出演となり最多出場である。出演の際には黒柳徹子と東北弁トークをすることが定番の流れとなっている。かつては正月に家族とともに出演することが恒例となっていた。1985年から1994年までの10年間は年間最初のゲストだった[42]。2012年には5月7日と10月11日と1年間に2回出演している[43]。また「徹子の部屋コンサート」には第1回（2006年）〜第10回（2015年）まで毎回出演し、第13回（2018年）に再びに出演した。
- 「船酔いして厄介になる」との理由で一貫して船には女性を乗せない姿勢を貫いていたが、初めて乗せた女性が全く船酔いせず悠々と編み物をしているその姿を見て一目惚れしてしまう。それが後に結婚して妻となる松本めぐみであった。
- 仲代達矢とは盟友といえる仲[44]。

### 音楽関係
- 東京文化会館のステージに初めて立ったポピュラー歌手（2006年）である。
- さだまさしが、2006年まで毎年8月に行っていた平和を祈念したコンサート「夏・長崎から」に共鳴し、1996年から10年間連続でゲスト出演した。2007年に行われた「夏・広島から」にもゲスト出演している。
- 上記のさだや桑田佳祐をはじめ、山下達郎なども加山の影響を受け、敬愛するミュージシャンも多い。
- 2015年に、ももいろクローバーZの玉井詩織に対して、自身と同じ「若大将」の愛称を名乗ることを公認した[45]。また、2016年には玉井のイメージカラーのイエローにペイントしたモズライト・ギターを贈呈[46]。この縁もあり、ももいろクローバーZが大晦日に開催する『ももいろ歌合戦』に第1回（2017年）から第3回（2019年）、および第5回（2021年）に出場した。
- トリビュートアルバム「60 CANDLES」をリリースした後に、参加した全てのアーティストに対し、フェンダー・カスタム・ショップに特注したストラトキャスターを1本ずつ贈呈した。ヘッドの後ろに、それぞれのアーティストの名前を刻んだ真鍮のプレートを取り付けているのが特徴である。
- THE ALFEEとは、公私に渡って付き合いが深く、上記のストラトキャスターも3人全員に1本ずつ贈呈している。後に共作シングルとして「Love Again」（加山雄三with THE ALFEE名義）をリリースしたほか、THE ALFEEのステージにサプライズで登場したことがある。また、高見沢俊彦がESPにオーダーした、「エンジェルギター」にモズライトのパーツを組み込んだ「サーフ・エンジェル」をプレゼントする（お礼に高見沢の肖像画を贈ったという）などの交流が続いている。THE ALFEEがカバーした「夜空の星」を加山が、ステージで「逆カバー」している。それに関して「アルフィーのバージョンで歌ってたら、高いキーの声が出るようになったんだよ」と語っている。2004年、ニッポン放送のラジオ番組『坂崎幸之助のオールナイトニッポン』に生出演した際には、ご機嫌な様子で坂崎とのセッションで持ち歌の生演奏をした。
- 過去に加瀬邦彦（ザ・ワイルドワンズ）が経営するライブハウス「ケネディハウス銀座」に、加瀬から出演のオファーが来たが、その際ギャラの問題になった。加山が「友人のライブハウスだからギャラは要らない」と固辞したのに対して、「どうしても」と懇願する加瀬。いつまでも埒があかないので、加山が条件として突き付けたのが「じゃあギャラはビールと焼き鳥!」というもので、それからノーギャラで毎月出演している。
- モズライト・ギターを違法にコピーしていたフィルモア楽器と契約しており、自身のモデルを出していたため、モズレーの遺族と「被害者の会」から詐欺および不正競争防止法第2条1項に当たるとして刑事告訴されている。自身も「私の持っているギターは本物のモズライトではない」と発言している。起訴は免れたものの、遺族はフィルモア楽器を相手に、商標の所有権を明確にさせるためアメリカ合衆国連邦裁判所に提訴、受理された。[要検証 – ノート]（モズライトの項目を参照）
- 2016年9月には「マイケル・ルノーが加山の作詞のゴーストライターをしていた」と報道された。所属事務所側はこれを否定している[47]。

### 娯楽番組など
- 『8時だョ!全員集合』（TBS系列）に出演時、台本上では加山は笑いを取る役ではなかったが、本番では「ウンコチンチン」を披露したことがある。これは、そもそも当時所属していた東宝が「笑いを取らせるようなことをさせない」ことを条件に出演を了承していたことが関係しているが、加山は「馬鹿なことだろうと何だろうとお笑い番組に出て笑いを取らないのは、音楽番組に出て歌を歌わないのと同じこと」とスタッフの反対を押し切った形でのギャグ披露となった[48]。
- 同様な理由で、映画『クレージー黄金作戦』にゲスト出演した際、当初は「二人だけの海」を歌うシーンのみの出演予定だったが、アドリブで植木等のギャグ「お呼びでない? これまた失礼しました!!」を披露した。
- 『クイズタイムショック』（テレビ朝日系列）では、全問正解パーフェクトを4回も達成したことがある。この記録は個人記録としては破られていない。
- 1986年大晦日の『第37回NHK紅白歌合戦』で白組キャプテンを務めたが、『仮面舞踏会』を紹介する際、誤って「…少年隊、『仮面ライダー』!」と言ってしまった。理由は諸説あるが、その一つとして、後に「あれは控室で『何か『仮面ライダー』みたいな題名だな』と他の出演者が言ったのが頭に残っていたから」と説明している。「他の出演者」とはおそらく近藤真彦ではないかと東山紀之がインタビューなどで語っていた。またある説では加山自ら、台本を最終確認している時にこの曲のタイトルが「まるで仮面ライダーみたいな曲名だな」って冗談で思い続けていたら、本番でその冗談の方が口から出てしまったと話していたことがある[49]。
- 1990年代以降は、バラエティ番組やトーク番組への出演が増えた。前述の『徹子の部屋』（テレビ朝日系列）の最多出演はもちろんのこと、NHK総合テレビで放送された『スタジオパークからこんにちは』も出演回数最多の7回を誇っており、最終回（2017年3月17日）にも出演した[50]。

### ゲーマー
『スペースインベーダー』の頃から遊んでいるゲーマーで、幼い時の子供2人と遊んでいた。
少しでも時間があると、『バイオハザード』や『鬼武者』、『ファイナルファンタジー』、『グランツーリスモ』などをプレイしている。本人によると「バイオハザードは1から5まで、5はネットでやった。FF（ファイナルファンタジー）は10までやったけど、11がネットになったからそれはやってない」と語っている。特に、『バイオハザード』には熱心で、2011年に『さんまのまんま』に出演したときには、『バイオハザード』の面白さを熱弁していた。『バイオハザード1』ではナイフ使用限定クリア、『鬼武者』において57分というクリアタイムを叩き出している。この記録は、世間的に見ても相当上手でないと達成できないことから、その熱中ぶりがうかがえる。『バイオハザード』への熱中ぶりは81歳となった2018年時点でも変わらず、同年9月11日放送の『チマタの噺』に出演した際には2017年発売の『バイオハザード7』やそのVRプレイの面白さを力説し、MCの笑福亭鶴瓶を呆れされている。
ハドソンのスーパーファミコン用ソフト『鮫亀』ではゲーム音楽とイメージソングの作曲を手掛けている。これは当時ハドソンの会長であった同社の創業者工藤裕司と加山が知り合いであり、加山が工藤に「いつかテレビゲームの音楽を作曲する機会があったら、俺もやってみたいな」と話したところ、工藤が子供から大人まで楽しめるゲームのほうが加山のイメージに合うだろうということで『鮫亀』を推薦したことが経緯である。
ゲームをやりだしたきっかけとしては、老化防止になると友人から薦められたから、と語っている。2006年4月5日放送の『ウチくる!?』スペシャルに出演した際は『ファイナルファンタジー』について熱く語った。
また、ソフトは『バイオハザード』シリーズのみであるが、ニンテンドー ゲームキューブやWii、PlayStation 3、ニンテンドー3DS、PlayStation 4も所有している。
同い年の鈴木史朗とは『バイオハザード』をプレイしているという共通点で交友がある。『バイオハザード リベレーションズ』においては発売日に朝日新聞にて鈴木と共に広告で競演。ゲームスポットジャパンでは対談まで実現した。

### 若大将のゆうゆう散歩
地井武男が出演していたテレビ朝日『ちい散歩』を引き継ぎ、2012年5月7日から開始し2015年9月25日まで放送された『若大将のゆうゆう散歩』に出演していた。
- 地井が2012年6月29日に死去したことを受け「彼（地井）が体調を崩して散歩を続けられないと聞いた時、いずれ彼が戻ってくるまで、僕に出来ることなら頑張ってみようと、番組をお引き受けしました。ゆっくり静養してもらおうと思っていたのに、まさかこんなことになるとは…大変ショックです」とその死を悼み[61]「これからは彼の分まで、彼に喜んでもらえるよう、散歩を頑張りたいと思っています」とコメントした[62]。また、2012年8月6日に東京で行われた地井のお別れの会に出席し「見ててくれよ。君よりも僕は頑張れるか分からんけど、大切にしたいものは君が遺した素晴らしい心。その足跡を多くの人に伝えていくことができたら、それが君への餞だと思う」と誓った[63]。
- 番組を引き受けるにあたって、地井に電話を入れ「君の視聴率を守れるか、それが一番心配だ」と漏らし、地井から「そんなこと言わないでください。大丈夫ですよ」と励まされた[64]。番組は好調なスタートとなり、再度地井に電話を入れ報告をしたところ、地井は「夏のロケは暑いですよ」と言い、加山は「まさにその通りだった」と語った[63]。
- 2015年7月25日、コンサートツアー「若大将EXPO 〜夢に向かって いま〜」の最終公演（NHKホール）前に会見を開き、9月で番組を終了することを明かした。前述の通りエコシップの建造に注力するため、収録時間の長いこの番組の終了を決断したという[13][14][15]。これを受けて、テレビ朝日サイドも「加山本人から番組卒業の申し入れがあり、了承した」との広報部のコメントを出した。
- 番組終了後も、現在放送中の後番組『じゅん散歩』のスペシャル版『じゅん散歩デラックス』にて、同番組の散歩人を務める高田純次とこれまで2回共演している。

### 光進丸火災
2018年4月1日夜、静岡県賀茂郡西伊豆町の安良里（あらり）漁港に係留されていた3代目「光進丸」（104トン、全長25.59m）で火災が発生。当時加山はコンサートのため沖縄県に滞在しており船は無人であった。3日午後、出火から約42時間後に鎮火したが、4日午前、横に係留されていた作業船と一緒に横倒しになり、光進丸は大半が水没した。9日に予定されていた加山の「ケネディハウス」での公演は開催が延期された。火災の10日前の3月22日に、同船で最後となった写真が加山のアルバム『演歌の若大将〜Club光進丸』（6月27日発売）のために撮影されており、船内のバーで撮影された1枚がジャケット写真に使用されている。4月17日、船体の引き揚げ作業が開始され、18日午後、クレーン船上に引き揚げられた。20日、出火原因調査のため清水港に運ばれ、5月8日、静岡県警や下田消防本部、下田海上保安部により船体の実況見分が行われたが、船の内部の焼損が激しく、出火原因の特定には至らなかった。火災後に光進丸の模型が無断で製造・販売されていることに対し、5月28日、オフィシャルサイトで注意を呼びかける。6月11日放送の『徹子の部屋』（テレビ朝日）に出演した際には、今回の火災が「人生のターニングポイント」だったと語り、また光進丸の引き揚げに携わったサルベージ船の名前が「幸神丸（こうしんまる）」であったこと、その偶然に驚くとともに「神様に抱かれて行ったんだ」という感慨を抱いたことを明かした。6月16日、東京国際フォーラムで開催された第3回「ゴー!ゴー!若大将FESTIVAL」公演において、火災以来初めて、楽曲「光進丸」を公の場で歌った。

### その他エピソード
- 母方（祖父方）の高祖父は明治の元勲岩倉具視である。
- 亀井久興（元衆院議員）・亜紀子（衆院議員）親子とは遠縁の親戚で、久興は曾祖叔母・森寛子（岩倉具視の五女）の曾孫で三いとこ、亜紀子は玄孫で三いとこ姪にあたる。
- 1970年のパシフィックパークホテル倒産時には、最大23億円もの借金を抱え[注釈 5]、1個の卵を夫婦2人で分けあって、卵かけご飯を食べたという苦労も味わったが、10年がかりで返済した。
- 1974年1月5日に、北海道の大和ルスツスキー場で雪上車にはねられて左肩を骨折し、1カ月の怪我を負った。
- 1967年4月に行われた東京都知事選挙では、自民党・民社党推薦の松下正寿を支援した[83]。
- 第21回参議院議員通常選挙の投票日であった2007年7月29日、東京銀座の山野楽器で、自身が「過去衆議院・参議院ともに出馬要請が10回以上あった」と発言。「自分には向いてないね」とコメントしている[84]。
- 頭髪に関してはビートたけしがカツラだとネタにすることがあったが、実際は地毛であり、自ら髪をつかんでその旨をアピールしている。たけしがネタにしていたことについては加山も知っており、直接会った際に問いただし髪を引っ張ることを促した上で平謝りさせている[85][86]。
- 2015年に日清食品グループのどん兵衛の企画でYouTuberとして動画を発表していた。アカウント名は「どんばれ 加山雄Tuber」[87]。
- 2019年4月に運転免許証を自主返納した。返納のきっかけの一つが趣味のテレビゲームで、プレイ中に反射神経の衰えを実感し、「運転が怖くなった」という[88]。
- DAIGOと19親等離れた親戚であり、千葉雄大と21親等離れた親戚であり、黒木瞳と30親等離れた親戚である。
- 愛用している腕時計はSEIKOクロノス(現在は廃番)である。

## 芸名
加山雄三という芸名の由来は、「加賀（百万石）・（富士）山・英雄・小林一三」から一文字ずつ拝借したものと東宝のデビュー会見で報じられている。
しかし若大将シリーズの時期には大学時代の成績が可が山程あって優が3つしかなかったので「可山優三」をもじって命名したと揶揄された。慶應義塾大学では成績の評価は「優・良・可」法ではなく「A・B・C」法なのでその説に異を唱える向きもあった。
そして、これまで説明されて来た由来は作ったものであり、実際には加山の母方の祖母（江間光子、芸名青木しのぶ）が姓名判断で縁起のいい芸名をつけてもらったことを加山自身が著書で明らかにしている。

## 家族・親族

### 池端家（禰寝氏）
- 曾祖父・池端彦七（旧薩摩藩士）

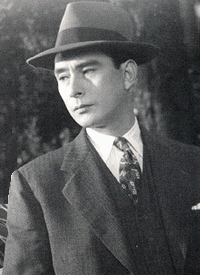
父・上原謙

- 祖父・池端清武（鹿児島県出身、池端彦七の二男。陸軍士官学校卒、陸軍大佐）[90]

1874年（明治7年）生 - 1923年（大正12年）没
- 父・上原謙（俳優、本名・池端清亮）

1909年（明治42年）11月生 - 1991年（平成3年）11月没
- 実母・小桜葉子（女優、公爵、男爵・岩倉具顕の娘、宮内大臣・岩倉具定の孫、明治の元勲・岩倉具視の曾孫）

1918年（大正7年）3月生 - 1970年（昭和45年）5月没
- 妻・松本めぐみ（元女優）

1947年（昭和22年）2月生 -
加山は妻について「カミさんがいなかったら今の俺はないですよ。俺みたいなどうしようもない人間をよくぞ操縦してくれたと。理屈とか技じゃなく、彼女は本心で動いてるから、真実ほど強いものはない。それでうちのお袋と非常に重なる部分があるんです。彼女は早くにお父さんを亡くして、十五歳から芸能界に入って家族を支えてきたし、お袋も父親と生き別れて女優として家庭を養ってきた。僕が何より嬉しいことは、カミさんが四人も子供を産んでくれて、その子がみんな本当にいい子に育ったということなんです。本当は子供は八人いたんです。四人流産して。でも僕の愛情にそれだけ応えてくれようとした彼女の気持ちが、僕は嬉しいんだ。」と語っている。
- 長男・池端信宏（映像作家）
- 次男・加山徹（俳優）

旧名は山下徹大。
1975年（昭和50年）8月生 -
- 長女・梓真悠子（タレント・料理研究家）

1976年（昭和51年）7月生 -
- 次女・池端えみ（女優）

1978年（昭和53年）3月生 -

### 岩倉家
- 高祖父・岩倉具視（明治の元勲）

1825年（文政8年）10月生 - 1883年（明治16年）7月没
- 高祖母・岩倉槇子（野口為五郎賀代の次女）

1827年（文政10年）生 - 1903年（明治36年）2月没
- 高祖父・澤為量（民部大輔）

1812年（文化9年）4月生 - 1889年（明治22年）8月没
- 曾祖父・岩倉具定（具視の次男、宮内大臣）

1851年（嘉永4年）12月生 - 1910年（明治43年）4月没
- 曾祖母・岩倉久子（愛国婦人会初代会長）

1862年（文久3年）10月生 - 1943年（昭和18年）8月没
- 曾祖叔父・岩倉道倶（具視の四男、貴族院議員）

1881年（明治14年）5月生 - 1946年（昭和21年）10月没
- 曾祖叔母・戸田極子（具視の三女）

1858年（安政5年）1月生 - 1936年（昭和11年）3月没
- 曾祖叔母・森寛子（具視の五女）

1864年（元治元年）3月生 - 1943年（昭和18年）11月没
- 従大伯父・有馬頼寧（寛子の長男、衆院議員、日本中央競馬会第2代理事長）

1884年（明治17年）12月生 - 1957年（昭和32年）1月没
- 曾祖父・江間俊一（弁護士、政治家）

1861年（文久元年）6月生 - 1933年（昭和8年）5月没
- 祖父・岩倉具顕（具定の三男）
- 祖母・青木しのぶ（女優、江間俊一の娘）
- 叔父・岩倉具憲（具顕の長男）
- 大伯父・岩倉具張（具定の長男、貴族院議員）

1878年（明治11年）7月生 - 1951年（昭和26年）12月没
- 従伯父・岩倉具栄（具張の長男、貴族院議員、大学教授）

1904年（明治37年）2月生 - 1978年（昭和53年）11月没
- 従伯父・岩倉具実（具張の次男、言語学者、大学教授）

1905年（明治38年）2月生 - 1978年（昭和53年）10月没
- 大伯母・依仁親王妃周子（具定の長女、東伏見宮依仁親王妃）

1876年（明治9年）8月生 - 1955年（昭和30年）3月没
- 大叔母・島津季子（具定の五女）

1897年（明治30年）10月生 - 1982年（昭和57年）5月没
- 従弟・喜多嶋修（音楽プロデューサー、小桜葉子の甥）

1949年（昭和24年）2月生 -
- 従姪・喜多嶋舞（元女優、小桜葉子の大姪）

1972年（昭和47年）8月生 -
- 二従兄・岩倉具忠（具張の孫で具栄の長男、大学教授、伊文学者）

1933年（昭和8年）9月生 - 2016年（平成28年）2月没
- 三従弟・亀井久興（元衆議院議員、森寛子の曾孫）

1939年（昭和14年）11月生 -
- 三従姪・亀井亜紀子（衆議院議員、森寛子の玄孫）

1965年（昭和40年）5月生 -
- その他縁戚に竹下登（遠戚）、筑紫哲也（遠戚）、DAIGO（遠戚）、北川景子（遠戚）、千葉雄大（遠戚）、黒木瞳（遠戚）松任谷正隆（遠戚）、松任谷由実（遠戚）、武豊（遠戚）、勝新太郎（遠戚）、中村玉緒（遠戚）、ジョン・レノン（遠戚）、オノ・ヨーコ（遠戚）、小澤征爾（遠戚）、小澤征悦（遠戚）、桑子真帆（遠戚）、岸恵子（遠戚）等がいる。

```
　　　　　　　　　　　　　　　　上原謙
　　　　　　　　　　　　　　　　　┃
岩倉具視━岩倉具定━岩倉具顕　　　┣━━加山雄三　　┏池端信宏
　　　　　　　　　　　┃　　　　　┃　　　　┃　　　┃
　　　　　　　　　　　┣━━━小桜葉子　　　┣━━━╋山下徹大
　　　　　　　　　　　┃　　　　　　　　　　┃　　　┃
　　　　江間俊一━青木しのぶ　　　　　松本めぐみ　　┣梓真悠子
　　　　　　　　　　　　　　　　　　　　　　　　　　┃
　　　　　　　　　　　　　　　　　　　　　　　　　　┗池端えみ

```

## 出演

### 映画
- 男対男（1960年、監督：谷口千吉）

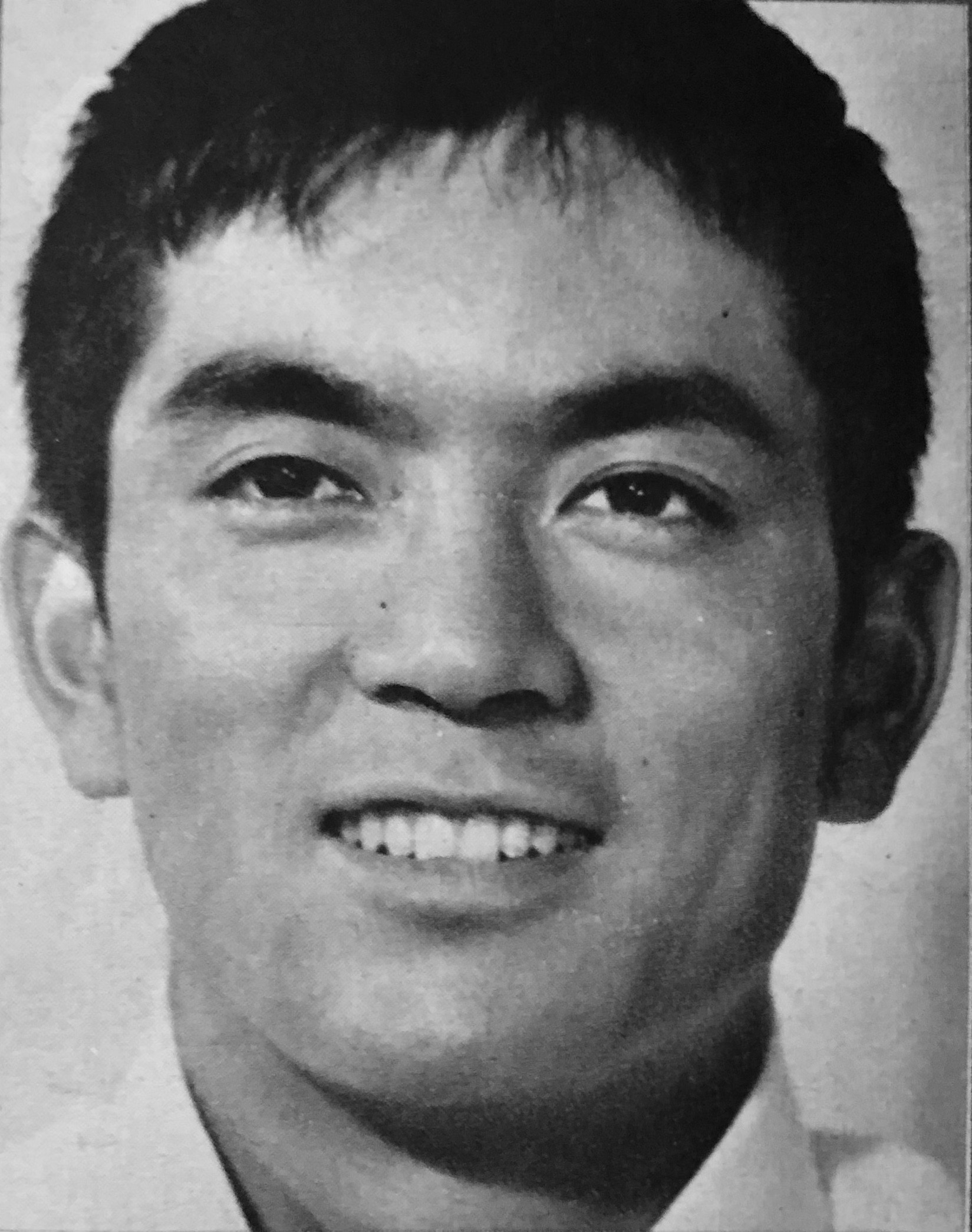
『河のほとりで』（1962年）

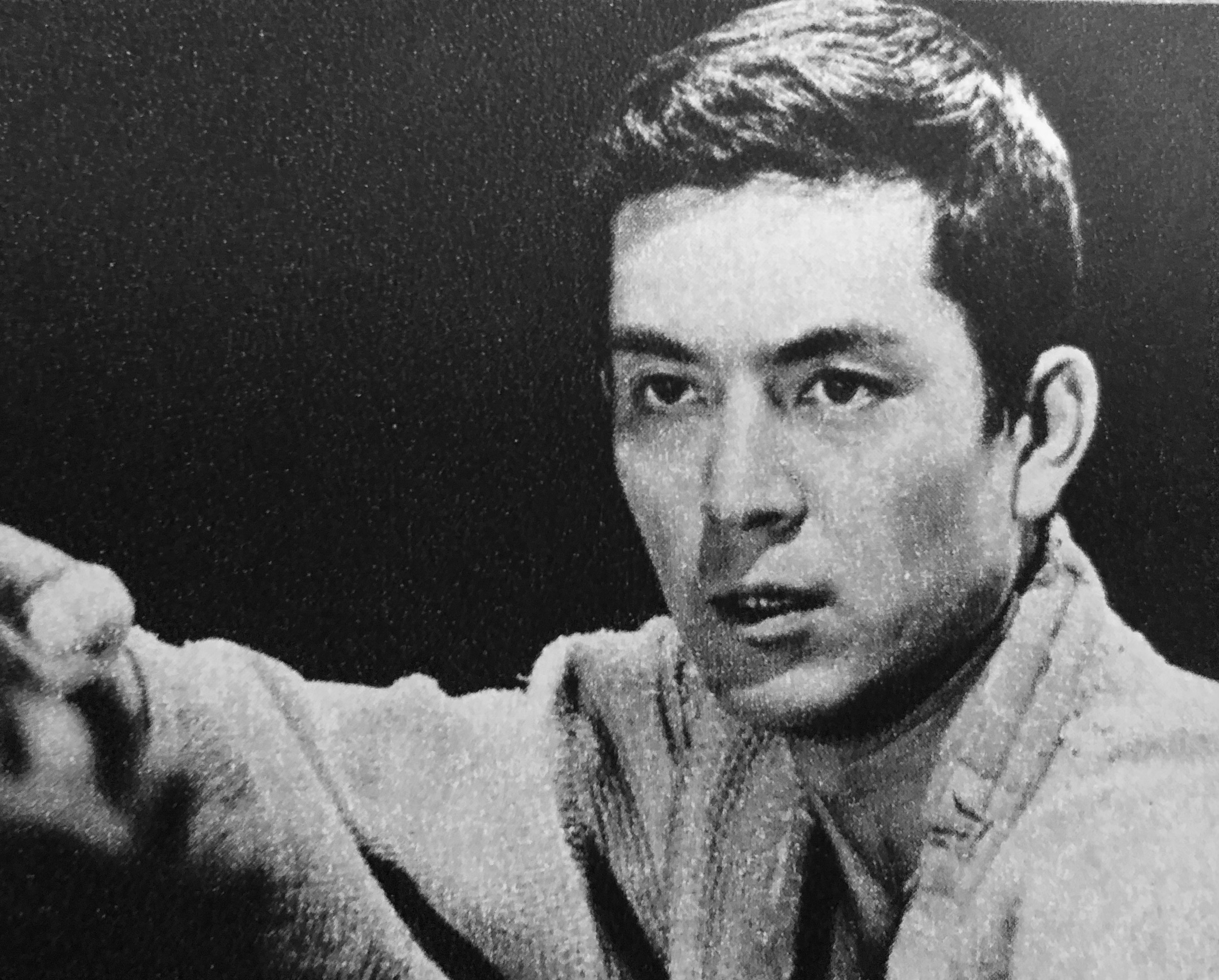
『姿三四郎』（1965年）

『日本のいちばん長い日』（1967年）

- 独立愚連隊西へ（1960年、監督：岡本喜八）
- 暗黒街の弾痕（1961年、監督：岡本喜八）
- 名もなく貧しく美しく（1961年、監督：松山善三）
- 銀座の恋人たち（1961年、監督：千葉泰樹）
- 東から来た男（1961年、監督：井上梅次）
- 顔役暁に死す（1961年、監督：岡本喜八）
- 紅の海（1961年、監督：谷口千吉）
- 二人の息子（1961年、監督：千葉泰樹）
- 椿三十郎（1962年、監督：黒澤明）
- 紅の空（1962年、監督：谷口千吉）
- どぶ鼠作戦（1962年、監督：岡本喜八）
- 箱根山（1962年、監督：川島雄三）
- 忠臣蔵 花の巻・雪の巻（1962年、監督：稲垣浩）
- 河のほとりで（1962年、監督：千葉泰樹）
- 太平洋の翼（1963年、監督：松林宗恵） - 滝大尉[92]
- 戦国野郎（1963年、監督：岡本喜八）
- 青島要塞爆撃命令（1963年、監督：古澤憲吾） - 国井中尉[3]
- ホノルル・東京・香港（1963年、監督：千葉泰樹）
- 太陽は呼んでいる（1963年、監督：須川栄三）
- 乱れる（1964年、監督：成瀬巳喜男）
- 恐怖の時間（1964年、監督：岩内克己）
- 赤ひげ（1965年、監督：黒澤明）
- 姿三四郎（1965年、監督：内川清一郎）
- 戦場にながれる歌（1965年、監督：松山善三）
- 大菩薩峠（1966年、監督：岡本喜八）
- 何処へ（1966年、監督：佐伯幸三）
  - 続・何処へ（1967年、監督：森谷司郎）
- バンコックの夜（1966年、監督：千葉泰樹）
- ゼロ・ファイター 大空戦（1966年、監督：森谷司郎）
- お嫁においで（1966年、監督：本多猪四郎）
- クレージー黄金作戦（1967年、監督：坪島孝）
- 東宝8.15シリーズ
  - 日本のいちばん長い日（1967年、監督：岡本喜八）
  - 連合艦隊司令長官 山本五十六（1968年、監督：丸山誠治） - 伊集院大尉[92]
  - 日本海大海戦（1969年、監督：丸山誠治） - 広瀬少佐[92]
  - 激動の昭和史 軍閥（1970年、監督：堀川弘通）
  - 激動の昭和史 沖縄決戦（1971年、監督：岡本喜八） - 比嘉主任軍医[92]
- 乱れ雲（1967年、監督：成瀬巳喜男）
- さらばモスクワ愚連隊（1968年、監督：堀川弘通）
- 兄貴の恋人（1968年、監督：森谷司郎）
- 若者よ挑戦せよ（1968年、監督：千葉泰樹）
- 狙撃（1968年、監督：堀川弘通）
- 二人の恋人（1969年、監督：森谷司郎）
- 弾痕（1969年、監督：森谷司郎）
- 蝦夷館の決闘（1970年、監督：古澤憲吾）
- 豹は走った（1970年、監督：西村潔）
- 刑事物語 兄弟の掟（1971年、監督：稲垣俊）
- 誰のために愛するか（1971年、監督：出目昌伸）
- 薔薇の標的（1972年、監督：西村潔）
- エスパイ（1974年、監督：福田純） - 法条[92]
- 八甲田山（1977年、監督：森谷司郎）
- 零戦燃ゆ（1984年、監督：舛田利雄）
- プロゴルファー織部金次郎3 -飛べバーディ-（1995年、監督：武田鉄矢）
- デッドヒート（1995年、監督：ゴードン・チャン）
- メッセンジャー（1999年、監督：馬場康夫）
- グランオデッセイ（2005年、監督：加藤友之）
- 茅ヶ崎物語 〜MY LITTLE HOMETOWN〜（2017年、監督：熊坂出）

若大将シリーズ

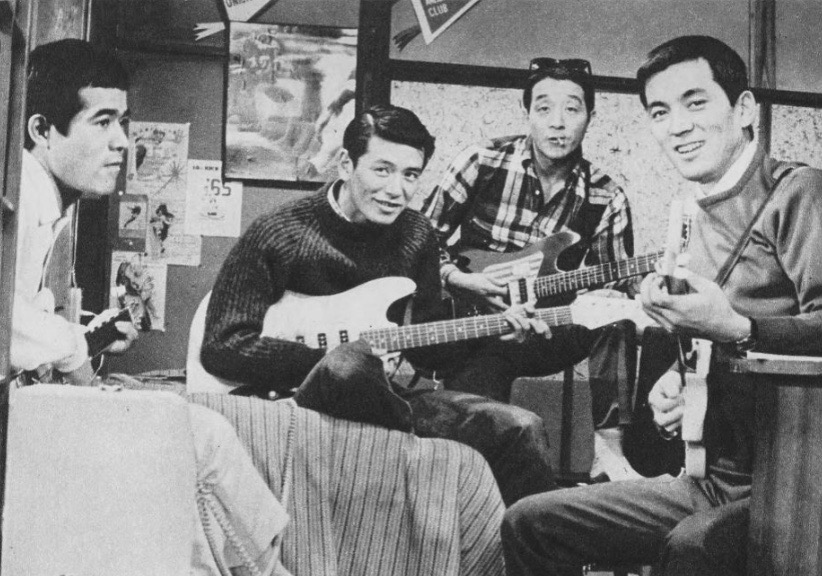
『エレキの若大将』（1965年）

- 大学の若大将（1961年、監督：杉江敏男）
- 銀座の若大将（1962年、監督：杉江敏男）
- 日本一の若大将（1962年、監督：福田純）
- ハワイの若大将（1963年、監督：福田純）
- 海の若大将（1965年、監督：古澤憲吾）
- エレキの若大将（1965年、監督：岩内克己）
- アルプスの若大将（1966年、監督：古澤憲吾）
- 日劇「加山雄三ショー」より歌う若大将（1966年、監督：長野卓）
- レッツゴー!若大将（1967年、監督：岩内克己）
- 南太平洋の若大将（1967年、監督：古澤憲吾）
- ゴー!ゴー!若大将（1967年、監督：岩内克己）
- リオの若大将（1968年、監督：岩内克己）
- フレッシュマン若大将（1969年、監督：福田純）
- ニュージーランドの若大将（1969年、監督：福田純）
- ブラボー!若大将（1970年、監督：岩内克己）
- 俺の空だぜ!若大将（1970年、監督：小谷承靖）
- 若大将対青大将 （1971年、監督：岩内克己）
- 帰ってきた若大将 （1981年、監督：小谷承靖）

### テレビドラマ
- 包丁（1972年、NHK総合）
- 花よりだんご（1972年、日本テレビ）
- 見知らぬ橋（1973年、NET）
- 高校教師（1974年、東宝・東京12チャンネル）北山浩一郎
- 青い山脈（1974年、フジテレビ）
- 華麗なる一族（1974年 - 1975年、東宝・毎日放送）万俵鉄平
- 江戸の旋風（1975年、フジテレビ）
- なつかしき海の歌（1975年9月21日、TBS）長部徹夫
- 花吹雪はしご一家（1975年 - 1976年、TBS）
- 東芝日曜劇場（TBS）
  - ぼくの妹にシリーズ（1976年 - 1984年）
- ありがとうパパ（1977年、日本テレビ）宇野信吾役
- 大追跡（1978年、日本テレビ）新田英一
- パパの結婚（1978年、日本テレビ）風間房彦
- 時よ燃えて!（1979年、フジテレビ）菊地俊治
- かたぐるまシリーズ（1979年 - 1982年、日本テレビ）
  - 第1シリーズ（1979年5月7日 - 10月29日）田代征一郎
  - 第2シリーズ（1980年5月12日 - 11月3日）石黒紘一
  - 第3シリーズ（1981年11月9日 - 1982年5月31日）宗方正之
- 時よ炎のごとく!（1980年、フジテレビ）高木
- キャンパスアクション・探偵同盟（1981年、フジテレビ）葉山雄一郎
- 加山雄三のブラック・ジャック（1981年、テレビ朝日）
- 愛のホットライン（1981年、フジテレビ）梶雄大
- 火曜サスペンス劇場『大病院が震える日』（1981年、日本テレビ）
- ある晴れた日に（1982年、テレビ朝日）秋葉竜介
- せーの!（1982年、日本テレビ）椿鉄人
- 女7人あつまれば（1982年 - 1983年、TBS）
- 花王名人劇場 15年目の指輪（1984年、関西テレビ）
- サラリーマン忠臣蔵（1989年、テレビ朝日）
- 大河ドラマ『翔ぶが如く』（1990年、NHK総合）薩摩藩主・島津斉彬
- 総合商社（1990年、TBS）
- 兄貴に乾杯（1991年、TBS）
- 大岡越前 第12部 第12話「将軍救った鉄拳仁術」（1992年1月6日、TBS / C.A.L） 津山宗純
- ふたたび、兄貴に乾杯（1992年、TBS）
- 社長になった若大将（1992年、TBS）
- 夏の嵐!（1992年、TBS）
- ドラマ新銀河『赤ちゃんが来た』（1994年、NHK総合）高坂辰男役
- 水戸黄門（TBS / C.A.L）
  - 第23部 第7話『偽りの武士道 -上田-』（1994年9月12日）　上田藩家老宗方掃部
  - 第24部 第25話『天下の名医は敵持ち -松本-』（1996年3月11日） 医師三田村清順
  - 第28部 第4話『風雲渦巻く駿府城！ -江尻・駿府-』（2000年4月3日） 浪人山根喬之助
- こちら葛飾区亀有公園前派出所（2009年8月8日、TBS）本人役

### 吹き替え
- ジュマンジ/ネクスト・レベル（マイロ・ウォーカー（ダニー・グローヴァー））[93]

### 情報・バラエティ系番組
- 加山雄三アワー（1965年、フジテレビ）
- スター芸能大会（1966年、フジテレビ）
- みごろ!たべごろ!笑いごろ!（1976年 - 1978年、テレビ朝日）
- 俺たちゃ・なんだい!（1977年、TBS）司会
- 加山雄三ショー（1986年 - 1989年、NHK総合） 司会
- 知ってるつもり?!（1989年 - 1996年、日本テレビ） コメンテーター
- クイズ!純粋男女交遊（1992年、テレビ朝日） 解答者
- MJ -MUSIC JOURNAL-（1992年 - 1994年、フジテレビ） メインMC
- おしえて!ガリレオ（1992年 - 1994年、読売テレビ） 解答者
- クイズ!家族でGO!!（2004年、毎日放送） 「加山家」チーム
- アトリエde加山（2012年 - 2013年、BSフジ）
- 若大将のゆうゆう散歩（2012年 - 2015年、テレビ朝日） 散歩人
- 歌っていいだろう（2015年 - 、BS朝日） MC

### CM
- 東日本旅客鉄道「フルムーン夫婦グリーンパス」
- 資生堂
- 壽屋[94]「ローヤルクラウン・コーラ」（1961年 - 1964年）
- 日本コカ・コーラ「コカ・コーラ」（1967年 - 1968年）
- ビッグジョン（1975年）※岡田眞澄と共演
- 井関農機「トラクター『耕太』&『耕二』」（1975年 - 1979年）
- サントリー
  - サントリービール純生（1976年 - 1978年）
  - オールフリー（2019年）
- 日産自動車
  - ブルーバード 810型（1976年 - 1979年）
  - レパード F30型 - F31型前期（1980年 - 1987年） - 『帰ってきた若大将』にも「レパード」（F30型）が劇中車として使用された。
  - リベルタビラ N12型（1982年）
  - イチロー&若大将 篇（1996年）- 『日本一の若大将』の田沼雄一（加山）のマラソンシーンと『ハワイの若大将』のサーフィンシーンにイチローをCG合成して、若大将とイチローの夢の共演が実現した。
- 大賀「シーザー」（1978年 - 1980年）
- リコー「リクォーツ ファイン」（1978年）
- 松下電器産業「楽園」（1978年 - 1987年）
- 日本ポラロイド（1980年 - 1983年）
- アサヒビール
  - 三ツ矢サイダー（1982年）- 当時
  - バヤリース（1982年）- 当時
  - 生ビール（1987年）
- ライオン「デンターT」（1983年 - 1991年）
- 味の素（1983年 - 1988年）
- 大塚製薬「オロナミンCドリンク」（1984年 - 1985年）
- 朝日生命保険「ニューワイド」「ニューエース」（1986年）
- NTT「タウンページ」（1986年 - 1991年）
- ヤマザキナビスコ 「プレミアム」「リッツ」（1991年 - 2002年）
- サッポロビール「生ビール 黒ラベル」（1994年）※田原俊彦と共演
- 第一生命保険（1997年 - 1998年）
- 中部電力（1999年）
- ハウス食品「やさしい食卓」（2004年 - 2005年）
- アリコジャパン（2004年 - 2006年）
- 大洋薬品「ジェネリック医薬品」（2005年 - 2007年）
- 三洋物産「海物語シリーズ」（2008年 - 2009年）
- 内閣府「政府広報」（2010年）
- エバーライフ「皇潤」（2011年）
- サントリー食品インターナショナル
  - 黒烏龍茶（2012年 - 2013年）
  - プライドオブボス（2018年）
- サントリーウエルネス「セサミンEX」（2015年 - 2022年）
- ファイザー「肺炎球菌ワクチン」（2015年）
- 日清食品「どん兵衛」（2015年 - 2017年）[95]
- タマホーム （2017年 - 2018年）
- MTG「SIXPAT Foot Fit3」（2023年 - ）

### ラジオ
- ラジオ深夜便「ミッドナイトトーク」（NHKラジオ第1・FM　2011年から奇数月第1火曜日=原則のコメンテーター）
- 加山雄三の青春応援団（文化放送）
- 〜メナードサウンドシャワー〜加山雄三の地球をセイリング（文化放送）
- 加山雄三と旅の仲間達（1999年、文化放送）
- 加山雄三の未来にセールオン（2000年、文化放送）
- 加山雄三 君といつまでも（2003年 - 2004年、文化放送）
- 加山雄三のラジオ広場（ニッポン放送）
- キャプテン加山のパノラマステーション（1980年、ラジオ関東）
- 加山雄三 プレミアムステージ（JFN系列ネット）

### パチンコ
- CR加山雄三〜海とエレキと若大将〜（2008年、三洋物産） - 往年の映画「若大将シリーズ」とのタイアップ。

### その他
- 朝日新聞社広告局企画制作、2012年1月26日朝日新聞40面「バイオハザード リベレーションズ」鈴木史朗と共に広告宣伝。
  - GAMESPOT JAPAN　バイオハザード15周年＆3DS「バイオハザード リベレーションズ」発売記念 加山雄三さんと鈴木史朗さんスペシャル対談
    - 上記の広告で宣伝。

### NHK紅白歌合戦出場歴
| 年度   | 放送回 | 回 | 曲目                           | 出演順   | 対戦相手                      | 備考          |
| ------ | ------ | -- | ------------------------------ | -------- | ----------------------------- | ------------- |
| 1966年 | 第17回 | 初 | 君といつまでも                 | 15/25    | 吉永小百合                    |               |
| 1967年 | 第18回 | 2  | 別れたあの人                   | 20/23    | 佐良直美                      |               |
| 1976年 | 第27回 | 3  | ぼくの妹に                     | 20/24    | 二葉百合子                    |               |
| 1977年 | 第28回 | 4  | もえる草原                     | 13/24    | 山口百恵                      |               |
| 1978年 | 第29回 | 5  | 海 その愛                      | 10/24    | 佐良直美（2）                 |               |
| 1979年 | 第30回 | 6  | 旅人よ                         | 11/23    | サーカス                      |               |
| 1980年 | 第31回 | 7  | 湯沢旅情                       | 13/23    | 研ナオコ                      |               |
| 1981年 | 第32回 | 8  | 若大将ヒット・メドレー         | 13/22    | 桜田淳子                      |               |
| 1982年 | 第33回 | 9  | 君といつまでも（3回目）        | 09/22    | ロス・インディオス&シルヴィア |               |
| 1986年 | 第37回 | 10 | 今は別れの時                   | 13/20    | 松田聖子                      | 白組司会      |
| 1987年 | 第38回 | 11 | 海 その愛（2回目）             | 09/20    | 松田聖子（2）                 | 白組司会（2） |
| 1988年 | 第39回 | 12 | マイ・ウェイ                   | 13/21    | 佐藤しのぶ                    | 白組司会（3） |
| 1997年 | 第48回 | 13 | 若大将 '97スペシャル           | 20/25    | 森山良子                      |               |
| 1999年 | 第50回 | 14 | 君といつまでも（4回目）        | 12/27    | Every Little Thing            |               |
| 2000年 | 第51回 | 15 | 海 その愛（3回目）             | 14/28    | 香西かおり                    |               |
| 2001年 | 第52回 | 16 | 旅人よ（2回目）                | 13/27    | 小柳ゆき                      |               |
| 2010年 | 第61回 | 17 | 若大将50年! スペシャルメドレー | 16/22    | 和田アキ子                    |               |
| 2022年 | 第73回 | 18 | 海 その愛（4回目）             | 特別企画 | なし                          |               |

- 対戦相手の歌手名の（）内の数字はその歌手との対戦回数、備考のトリ等の次にある（ ）はトリ等を務めた回数を表す。
- 曲名の後の（○回目）は紅白で披露された回数を表す。
- 出演順は「（出演順）/（出場者数）」で表す。

### NHKみんなのうた出演歴
| 曲目                 | 初放送                 | 再放送                 |
| -------------------- | ---------------------- | ---------------------- |
| アッコちゃんの子守歌 | 1972年12月 - 1973年1月 | 2023年12月 - 2024年1月 |
| 旅立ち               | 1985年8月 - 9月        | （なし）               |

- 『アッコちゃんの子守歌』はラジオのみの再放送。

## 作品

### シングル
東芝音楽工業
- 夜の太陽（1961年7月5日）
C/W 大学の若大将
- みんな聞いてる青春（1962年6月）
C/W 色々あるよ（中島潤）
- 日本一の若大将（1962年7月）
C/W 一人ぼっちの恋
- 恋は紅いバラ（1965年6月15日、TP-1098）
C/W 君が好きだから 演奏・寺内タケシとブルージーンズ
- 君といつまでも（1965年12月5日、TP-1190）
C/W 夜空の星 演奏・寺内タケシとブルージーンズ
- ブラック・サンド・ビーチ（1965年12月5日、TP-1194） 加山雄三とザ・ランチャーズ（インスト）
C/W　ヴァイオレット・スカイ 加山雄三とザ・ランチャーズ（インスト）
- 蒼い星くず（1966年4月5日、TP-1250） 演奏・寺内タケシとブルージーンズ
C/W　夕陽は赤く 演奏・加山雄三とザ・ランチャーズ
- お嫁においで（1966年6月15日、TP-1290） 演奏・大橋節夫とハニーアイランダース
C/W アロハ・レイ（さよなら恋人）
- 霧雨の舗道（1966年9月15日、TP-1350）
C/W 小さな旅
- 夜空を仰いで（1966年10月15日、TP-1365）
C/W 旅人よ 演奏・加山雄三とザ・ランチャーズ
- ジングル・ベル（1966年11月15日、TP-1370）
C/W ぼくのクリスマス
- まだ見ぬ恋人（1966年12月15日、TP-1375、TP-10025）
C/W 俺は海の子
- 二人だけの海（1967年2月15日、TP-1420） 演奏・ザ・ワイルド・ワンズ
C/W 愛のすずらん
- 君のために（1967年5月15日、TP-1480）
C/W 信じてくれよ
- 別れたあの人（1967年9月15日、TP-1540）
C/W 灯の下で
- 幻のアマリリア（1967年12月25日、TP-1580） 演奏・ザ・ハプニングス・フォー
C/W　夢の瞳 演奏・ザ・ランチャーズ+1
- 美しき春（1968年4月1日、TP-2005）
C/W さよなら又明日
- ある日渚に（1968年5月10日、TP-2010）
C/W 暗い波
- しのび逢い（1968年9月10日、TP-2050）
C/W 何故
- いい娘だから（1968年12月20日、TP-2112）
C/W たったひとつの恋
- 大空の彼方（1969年5月1日、TP-2157）
C/W びっこの仔犬
- 俺たち（1969年10月1日、TP-2207）
C/W さよならとさよなら
- ぼくのお嫁さん（1969年12月20日、TP-2232）
C/W 淋しい二人
- 美しいヴィーナス／君かも知れない僕かも知れない（1970年6月5日、TP-2296）
- 追いつめられて／愛はいつまで（1970年10月5日、TP-2337）
- 荒野をもとめて／君に大空を（1971年2月5日、TP-2383）
- 神様の忘れ物／海鳴りが呼んでいる（1971年8月5日、TP-2495）
- 雨のシャッフル／男ひとり（1971年12月1日、TP-2572）
- さよなら愛の日（1972年10月5日）
- ぼくの妹に／泣くがいい（1976年7月20日、TP-10046）
- 夕映えの恋人／フェアウェル（1977年2月20日、TP-10160）
- もえる草原／愛の嵐（1977年8月5日、TP-10268）
- 母よ（1977年12月1日）
- 冒険者たち（1978年3月20日）
- フィジーにおいで（1978年6月20日）
- 光進丸（1978年8月5日）
- その日海からラプソディ／メガロポリスサンシャイン（1980年7月5日、TP-17026）
- 湯沢旅情（1980年11月21日）
- この愛いつまでも／I'll Forever Be With You（1981年2月5日、TP-17112）
- 海よ永遠に（1981年7月5日）
- Tell Me Why（1982年5月1日）
- 明日の海（1983年10月21日）

ファンハウス
- ある日渚に（1985年4月20日）
新録音バージョン
- 夏のめぐり逢い（1985年6月1日）
- 絆（1986年9月19日）
- さらばオーシャン（1988年5月1日）
加山雄三&ザ・ワイルドワンズ名義。
- ちょっとだけストレンジャー（1988年7月1日）
- 熱風（1990年6月1日）
- 旅立つ君に（1990年11月11日）
- オヤジの背中（1992年6月1日）
- サライ（1992年11月16日）
d/w：谷村新司（日本テレビ系『24時間テレビ』テーマソング）
- 新しい君（1993年10月25日）
- ブラックサンドビーチ'94（1994年6月16日）
- 今ならきっと（1997年10月22日）
第一生命CMソング。作詞は、長男の山下徹大が担当。
- LOVE AGAIN（2000年8月4日）
加山雄三 featuring THE ALFEE名義。
- YES（2000年10月25日）

ドリーミュージック
- 愛と未来のために（2003年3月5日）
- 時を超えて（2004年5月19日）
- 星の旅人（2007年7月4日）
テレビ朝日『若大将のゆうゆう散歩』テーマ曲（2012年5月7日-9月14日）
- 勇気のカタチ 〜私を変えてくれたあなたへ〜（2007年9月19日）
d/w：谷村新司（日本テレビ系24時間テレビ新テーマソング）
※2008年5月14日に発売予定のシングルは発売延期された。オリコン、CDショップ等の情報にタイトル表記が《発売延期》未定となっているが、曲名ではなくCDシングルが発売延期されて内容が未定であることを表している。
- 座・ロンリーハーツ親父バンド（2010年4月7日）
加山雄三とザ・ヤンチャーズ名義、ザ・ヤンチャーズメンバー（森山良子、谷村新司、南こうせつ、さだまさし、THE ALFEE）[96]
フジテレビ系『ペケ×ポン』2010年4月〜6月のエンディングテーマ
- 旅人の詩（2025年7月21日：配信 / 9月12日：シングルCD）
加山雄三とザ・ヤンチャーズ名義。c/w K539（CDのみ。本曲のデモ音源[97]）
- 逍遙歌〜そぞろ歩けば〜（2012年9月26日）
テレビ朝日『若大将のゆうゆう散歩』テーマ曲（2012年9月17日-2014年9月26日）
- Dreamer 〜夢に向かって いま〜（2014年4月9日）
テレビ朝日『若大将のゆうゆう散歩』テーマ曲（2014年9月29日-2015年9月25日）
- 残り酒 c/w 嘘よ（2018年6月6日）
- 紅いバラの花（2021年4月11日）  自身初のデジタルシングルとして、配信リリース。

### アルバム

#### オリジナル・アルバム
東芝音楽工業
1. 1966.01.05 加山雄三のすべて
2. 1966.02.23 恋は紅いバラｰ加山雄三アルバム (本作品のみコロムビア/CBSレーベル。英題：Exciting Sounds Of Yuzo Kayama and the Launchers 洋楽系レーベルからのリリースであった。英語詞曲とインスト・ナンバーで構成されている)
3. 1966.06.15 ハワイの休日
4. 1967.01.05 加山雄三のすべて 2
5. 1967.06.05 太陽の恋
6. 1967.12.25 加山雄三のすべて 3
7. 1968.09.10 君のために
8. 1969.08.05 大空の彼方
9. 1969.12.20 世界のどこかで
10. 1970.10.05 愛はいつまでも
11. 1971.04.05 荒野をもとめて
12. 1976.05.20 海 その愛
13. 1977.11.05 地平線の彼方
14. 1978.06.20 加山雄三通り
15. 1980.11.21 愛する時は今
16. 1983.12.01 White Christmas

ファンハウス
1. 1985.06.01 永遠の夏
2. 1986.11.21 はるかな未来へ
3. 1990.04.11 湘南に愛をこめて
4. 1991.04.11 父に捧げるピアノコンチェルト
5. 1992.12.26 サライ
6. 1996.07.05 鯛取る
7. 1997.06.04 Life

ドリーミュージック
1. 2001.07.20 鯛取る 2　※初版はインディーズ
2. 2007.07.25 星の旅人（MUCD-1169）
3. 2014.07.09 Rock Fest（THE King ALL STARS）
4. 2015.07.22 I Simple Say（THE King ALL STARS）
5. 2020.12.02 DEDICATED to KAYAMA YUZO（MUCD-1463）

#### カバー＆セルフカバー・アルバム
- 1971.07.25 Trip of David（東芝音楽工業）
- 1972.06.05 演歌流し唄（東芝音楽工業）
- 1983.06.01 For the Good Times（東芝音楽工業）
- 1986.03.25 Yesterday（ファンハウス）
- 1986.03.31 All By Myself（ファンハウス）
- 2005.07.20 Natural（ドリーミュージック）
- 2010.05.26 若大将50年!（ドリーミュージック、MUCD-1225）
- 2010.09.15 マイ･ウェイ～ラブ･ミー･テンダー ／加山雄三 ポピュラー・ソング・コレクション（ドリーミュージック、MUCD-81012/3）
- 2012.01.11 若大将 湘南 Forever（ドリーミュージック、MUCD-1256/7）
- 2013.07.03 Message～加山雄三 J-Standardを歌う～（ドリーミュージック、MUCD-1286）
- 2018.06.27 演歌の若大将～Club光進丸（ドリーミュージック、MUCD-1412）

#### ライブ・アルバム
1. オン・ステージ -ランチャーズと共に- （1968年12月5日）
2. 加山雄三イン・ベラミ〜ナイト・クラブの加山雄三 （1971年12月20日、ナイトクラブ「ベラミ」にて収録）
3. 加山雄三1976 -武道館ライブ- （1976年12月26日）
4. My Favorite Songs （1987年12月5日）
5. 若大将EXPO～夢に向かって いま～ 加山雄三 Live in 日本武道館（2014年10月15日、ドリーミュージック、MUCD-1305/7）

#### ベスト・アルバム
1. ゴールデン・アルバム あなたと共に （1967年12月1日）
2. 加山雄三 恋、夢、海、人生、ビート、太陽 （1969年12月1日）
3. 加山雄三デラックス （1972年2月5日）
4. 加山雄三全曲集 （1974年11月）
5. 加山雄三ベスト40 （1975年5月）
1997年そして2001年にCDとして再販売された。この時『びっこの仔犬』は『ロンリー・ナイト・カミング』に差し替えられている。
6. 栄光の加山雄三 ホット・アクション＆クール・フィーリング （1976年2月）
7. 栄光の加山雄三 ムード・イン・サウス・パシフィック （1976年2月）
8. KAYAMA YUZO BEST40 （1981年10月21日）
1975年に発売されたものとは別物。
9. IN YOUR HEART Vol.1 （1985年4月20日）
10. 加山雄三CDベスト （1985年5月1日）
11. IN YOUR HEART Vol.2 （1985年9月21日）
12. ツインベスト30 （1986年9月20日）
13. ニュー・ベストナウ70 （1988年5月25日）
14. オリジナルベスト20 （1988年7月25日）
15. オリジナル・ベスト （1992年8月1日）
16. ブラック・サンド・ビーチ （1994年7月1日）セルフカバーを含むインスト作品のベスト。
17. 加山雄三・谷村新司〜SPECIAL EDITION （1995年1月25日）
18. グレイテスト・ヒッツ （1995年8月21日）
19. SINGLES COLLECTION〜Abbey Road Studios Masterings （2000年8月4日）
2002年にドリーミュージックからも再発されたが、その際に収録曲が追加された。
20. 加山雄三 グレイテスト・ヒッツ〜アビーロード・スタジオ・マスタリング （2001年11月21日、ドリーミュージック、MUCD-81011）
21. 加山雄三プレミアム・ベスト（2012年9月26日、ドリーミュージック、MUCD-1265）
22. 岩谷時子＝弾 厚作 ベスト・ワークスコレクション（2019年6月5日、ドリーミュージック、MUCD-1427）

#### サウンドトラック
1. RETURN OF THE CHAMP〜『帰ってきた若大将』オリジナル・サウンドトラック （1981年2月21日）
2. 若大将トラックス （1995年8月21日）
3. 若大将トラックス Vol.2 （2002年5月22日）

#### ボックス・セット
1. 東宝映画 若大将グラフィティ （1981年7月5日）
2. 加山雄三ストーリー1965〜1987 （1987年6月5日）
3. 45th Anniversary 加山雄三 GOLD 100 （2005年4月13日）
4. 加山雄三のすべて 幸せだなぁ。ベスト&レア音源集（2017年12月6日、ドリーミュージック、MUCD-1400/1）
5. 岩谷時子＝弾 厚作ワークスコレクションBOX」【加山雄三モデルミニチュアギター付限定盤】（2019年6月5日、ドリーミュージック、MUCD-8129/35）

#### その他
1. 加山雄三ショー （1988年9月25日）NHKの同名番組から生まれた曲を集めた企画盤。

### 作曲
歌手への提供曲で最も有名なものは、自身が作曲し作詞の谷村新司とデュエットで歌唱した「サライ」。後に谷村がソロでセルフカバーしている。1976年にグラビアアイドルのアグネス・ラムの歌手デビュー曲として「雨上がりのダウンタウン」を制作して、ラムと共に音楽番組に出演した。また、天地真理の18枚目のシングルに「愛の渚」(作詞・岩谷時子)を提供。この曲は「お嫁においで」と同じ布陣で制作され、アンサーソングとして知られている。他に、1974年に小柳ルミ子にも海を主題にした曲を提供している。
加山はモーツァルトのケッヘル番号にあやかって、作曲した曲にケッヘル番号と同じくKから始まる「Kナンバー」という作品番号を付けている。「Kナンバー」のKは加山もしくは厚作のイニシャルである。
なお、本家のケッヘル番号のように一度番号が付けられた後に楽曲が「発掘」されることなどがあり、また「加山雄三 with 大友直人 シンフォニック・ガラ・コンサート」においてクラシックの殿堂である東京文化会館のステージに立つことに合わせて2006年に番号の整理が行われた。以下に記述した「Kナンバー」は2006年に再整理された番号である。
- [K. 1] 夜空の星
- [K. 7] 恋は紅いバラ
- [K. 18] 君といつまでも
- [K. 35] 夕陽は赤く
- [K. 65] 夜空を仰いで
- [K. 68] 旅人よ
- [K. 70] 二人だけの海
- [K. 105] ある日渚に
- [K. 170] September 4th
- [K. 210] ぼくの妹に
- [K. 213] ピアノ協奏曲第1番 ニ短調
- [K. 231] ひとり渚で
- [K. 243] 海 その愛
- [K. 245] 弦楽合奏のためのロンド「真悠子」
- [K. 427] 時を超えて
- [K. 433] サライ
- [K. 505] 風を見たいか （2008年発表）

#### 校歌
- 茅ヶ崎市立東海岸小学校校歌
- 下田高等学校校歌（平成20年度に下田南高校と下田北高校の合併により開校した下田高校の校歌を作詞作曲した）
- 横浜市立小机小学校校歌

#### ゲーム音楽
- 鮫亀（ハドソン、スーパーファミコン、1996年）
  - 鮫亀イメージソング『サメラブ (Same Love)』作詞：岡かすみ、歌：清水美幸
    - CD「ミュージカル天外魔境夢まつり」に収録。
- SAME GAME（ハドソン、ゲームボーイ、1997年）

## 出版
- 加山雄三アート&ライフ、寺島彰由撮影（朝日出版社、1998年）
- 加山雄三芸能生活50周年記念写真集、田沼武男撮影（近代映画社、2010年）
- 若大将のゆうゆう散歩：心に残る一枚の風景（新日本出版社、2013年）

主な刊行著作
- この愛いつまでも　若大将の子育て実戦記（光文社カッパ・ホームス、1981年／光文社文庫、1984年）
- この夢をこころに（書苑、1982年／講談社文庫、1986年）
- ふたたび　この愛いつまでも（光文社カッパ・ホームス、1985年／光文社文庫、1987年）
- 父からの贈りもの（小学館、1986年／集英社文庫、1992年）
- 湘南に愛をこめて（ファンハウス、1990年）
- オヤジの背中（読売新聞社、1992年）
- 101通りの思いやり　僕たちの「セプテンバー・フォース」（妻・松本めぐみ共著、徳間書店、1994年）
- 終わりなき航路　加山雄三の人生（世界文化社、2000年）
- I AM MUSIC 音楽的人生論（講談社、2005年4月）
- 湘南讃歌 わが人生（神奈川新聞社、2007年8月）
- 若大将の履歴書（日本経済新聞出版社、2010年4月）
- 幸せの料理帖　食べた人が笑顔になるそれが最高の喜び（KADOKAWA、2023年10月）
- 俺は100歳まで生きると決めた（新潮社〈新潮新書〉、2024年4月）ISBN 978-4-10-611038-2[98][99]

### 画集
近代映画社で、シリーズ刊行された。
海を描いた風景画が最も多いが、船のデザイン画、陶磁器、漆器など多彩な作品が収められている。
- 加山雄三画集 すべて愛なんだ（1996年）
- 加山雄三画集 すべて愛なんだ<II>（1997年）
- 加山雄三画集<III> 海その愛（1998年）
- 加山雄三画集<IV> 愛する時は今（1999年）
- 加山雄三画集<V> この愛いつまでも（2001年）
- 加山雄三画集<VI> 愛はいつまでも（2002年）
- 加山雄三画集<VII> 愛と未来のために（2003年）
- 加山雄三画集<VIII> 愛につつまれて（2005年）
- 加山雄三画集<IX> 愛をありがとう（2006年）
- 加山雄三画集<X> 愛があるから（2007年）
- 加山雄三画集<XI> 愛と夢と絆（2008年）
- 加山雄三画集<XII> 愛は永遠に（2010年）
- 加山雄三画集<XIII> 愛のおくり物（2012年）

### 郵便切手
- 日本郵便 ふるさと切手静岡版「新世紀 伊豆めぐり」2000年11月29日発行、50円切手2種[100]。

## 賞歴
- 2010年：茅ヶ崎市民栄誉賞[101]
- 2011年：第61回芸術選奨文部科学大臣賞大衆芸能部門[101]
- 2023年：第31回橋田賞・特別賞[102]

## 栄典
- 2014年：旭日小綬章
- 2021年：文化功労者[103][104]
- 2023年：茅ヶ崎市名誉市民[32]

## 記念館等

### 加山雄三ミュージアム
1998年には静岡県賀茂郡西伊豆町に「加山雄三ミュージアム」が開館した（堂ヶ島レジャーの運営で3階がミュージアム部分、1階と2階が売店とレストラン）。3代目「光進丸」が同町の安良里（あらり）漁港に係留されていた縁による。映画「若大将」シリーズのポスターレプリカやCDジャケット、画家としての展示や趣味の鉄道模型コレクションを多数展示していた。
しかし、体調不良などで同館でのイベントに参加できない状況が続いたことから本人の意向もあり、3階ミュージアム部分を閉館して施設名も変更されることになった（1階と2階のレストラン等の運営は継続）。当初は2022年8月末をもって閉館する予定だったが、6月に閉館となった。改装後、2022年8月1日に加山雄三ミュージアムと同じ堂ヶ島レジャーの運営により「伊豆トリックアート迷宮館」がオープンしている。

### 雄三通り
JR茅ケ崎駅南口から、父の上原謙の私邸（つまり加山雄三の実家）がかつてあった場所を経て国道134号に通ずる神奈川県道310号茅ヶ崎停車場茅ヶ崎線は、「上原謙通り」と名付けられ、後に「（加山）雄三通り」と改称されている。なお『加山雄三通り』という曲も作られ、概略ながらこの道順が歌われていた。
その「雄三通り」と鉄砲道が交錯する「東海岸会館前交差点」付近に加山が2020年にデビュー60周年を迎えたことを記念して、茅ヶ崎市の東海岸商店会が『海 その愛』の歌詞と若き日の加山の肖像が描かれたモニュメントを製作して2021年4月に設置した。
また2007年4月29日には、モニュメントとして、茅ケ崎駅北口のペデストリアンデッキに本人の手形モニュメントと「海・その愛」という直筆レリーフが設置された。